# Банк Албанії
Банк Алба́нії (алб. Banka e Shqipërisë) — центральний банк Албанії, розташований у Тирані.

## Керівники
- Ілір Хоті (травень 1992 — вересень 1993)
- Дильбер Вріоні (вересень 1993 — грудень 1994)
- Крістак Луніку (грудень 1994 — квітень 1997)
- Каміль Туша (квітень 1997 — серпень 1997)
- Шкелькім Кані (серпень 1997 — жовтень 2004)
- Ардіан Фуллані (з жовтня 2004)